# Samos (Lugo)
Samos és un municipi de la província de Lugo a Galícia. Pertany a la comarca de Sarria.

## Geografia
Limita amb els municipis de Láncara al nord, Folgoso do Courel i A Pobra do Brollón al sud, Triacastela, Pedrafita do Cebreiro i Folgoso do Courel a l'est i Sarria i O Incio a l'oest. Es troba aproximadament a 11 km de Sarria i 45 km de Lugo.
Samos es troba als contraforts de les serres orientals de Galícia, com els montes de Lóuzara, la serra do Oribio i els montes da Albola. El relleu és molt accidentat, amb una altitud mitjana superior als 700 metres i una altitud màxima de 1.443 metres, a l'Oribio. El riu Sarria, afluent del Miño, drena la vertent occidental, mentre que per l'est baixa el riu Lóuzara, que desemboca al Lor i aquest en el Sil.

## Economia
Econòmicament, Samos se sustenta gràcies a l'agricultura i a la ramaderia, però l'hostaleria es troba en un moment d'enorme creixement. La bellesa dels seus paratges i la qualitat de productes típics de la regió, són un gran reclam per al turisme rural i gastronòmic.
La vila és pas obligat per a tots els pelegrins que caminen a Santiago de Compostel·la, i molts dormen en l'hostalatge ofert pels monjos benedictins, en la Reial Abadia Benedictina de San Xulián de Samos, un dels centres religiosos més importants de Galícia. Aquesta abadia, està datada del segle vi, època en la qual els sueus poblaven els territoris del que avui coneixem com Galícia.

## Llocs d'interès
- Monestir de San Xulián de Samos.
- Capella del Salvador, del segle ix.

## Parròquies
| - Castroncán (Santa Marta) - Estraxiz (Santiago) - Formigueiros (Santiago) - Freixo (San Silvestre) - Frollais (San Miguel) - Gundriz (Santo André) - Loureiro (Santa María) - Lousada (San Martiño) - Montán (Santa María) - Pascais (Santalla) - Reiriz (Santo Estevo) - Renche (Santiago) | - Romelle (San Martiño) - Samos (Santa Xertrude) - San Cristovo de Lóuzara (San Cristovo) - San Cristovo do Real (San Cristovo) - San Mamede do Couto (San Mamede) - San Martiño do Real (San Martiño) - San Xil de Carballo (San Xil) - San Xoán de Lóuzara (San Xoán) - Santalla (San Xosé) - Suñide (Santa María) - Teibilide (San Xulián) - Zoó (Santiago) |